# У
У, у (cursiva У, у), es la letra del alfabeto cirílico que es igual en fonética a la U (la letra У se usa después de las consonantes fuertes no palatizadas).

## Descendientes
En algunos idiomas se usan variantes:
- Ў con signo breve (en el bielorruso, dungan,[1]yupik y uzbeko)
- Ӯ con macrón (en el tayiko)
- Ӱ con diéresis (en el idioma altái, jacasio, gagauzo, janty y mari)
- Ӳ con doble acento agudo (en el idioma chuvasio)
- Ү lisa (en mongol, kazajo, tártaro, baskir, dungano y otras lenguas)
- Ұ lisa con barra (en el kazajo)

## Historia
Históricamente, esta letra fue específicamente en la lengua eslava como la forma corta del dígrafo оу que fue utilizado en el eslavo antiguo para representar el fonema (AFI /u/). El dígrafo es en sí mismo es un préstamo directo del alfabeto griego, donde la combinación ου (Omicron - Upsilon) también se utilizó para representar dicho fonema. En consecuencia, esta letra se deriva Upsilon (conocido por la U latina), que fue también adoptada en paralelo a lo largo del alfabeto cirílico en otra letra, como Ѵ (Izhitsa).
La letra "Ѵ" fue retirada del ya cambiado alfabeto ruso tras su reforma ortográfica del año 1918.

## Tabla de códigos
| Codificador  | Grafía    | Decimal | Hexadecimal | Octal  | Binario             |
| ------------ | --------- | ------- | ----------- | ------ | ------------------- |
| Unicode      | Mayúscula | 1059    | 0423        | 002043 | 0000 0100 0010 0011 |
| Unicode      | Minúscula | 1091    | 0443        | 002103 | 0000 0100 0100 0011 |
| ISO 8859-5   | Mayúscula | 195     | C3          | 303    | 1100 0011           |
| ISO 8859-5   | Minúscula | 227     | E3          | 343    | 1110 0011           |
| KOI 8        | Mayúscula | 245     | F5          | 365    | 1111 0101           |
| KOI 8        | Minúscula | 213     | D5          | 325    | 1101 0101           |
| Windows-1251 | Mayúscula | 211     | D3          | 323    | 1101 0011           |
| Windows-1251 | Minúscula | 243     | F3          | 363    | 1111 0011           |
Los códigos HTML para representar a esta letra son: &#1059; o &#x423; para la mayúscula y &#1091; o &#x443; para la minúscula.